# Il giorno della prima di Close Up
Il giorno della prima di Close Up è un cortometraggio del 1996 diretto da Nanni Moretti.

## Trama
Il giorno della prima cinematografica italiana di Close Up di Abbas Kiarostami, il regista Nanni Moretti nelle vesti di esercente del Cinema Nuovo Sacher di Roma, dove il film è programmato, dimostra un'attenzione puntigliosa ai dettagli che sconfina nell'ossessione: si lamenta con la distribuzione per le dimensioni della pubblicità sui giornali; controlla la farcitura dei tramezzini con il barista; discute con il proiezionista della grana della pellicola e gli chiede impercettibili correzioni del quadro; suggerisce alle cassiere come rispondere al telefono alle domande dei potenziali spettatori, come dare indicazioni per raggiungere il cinema e come convincere i più restii ad affrontare un film presentato in lingua originale con sottotitoli, proponendo perfino la possibilità di rimborso; sceglie la disposizione dei libri in vendita nel salone per non dispiacere ai "giovani" (under cinquanta) autori italiani.
Al termine della giornata, in piena notte, si sveglia di soprassalto nel letto ricordandosi di non aver controllato la segreteria telefonica per sapere come sono andati gli incassi. Il Nuovo Sacher ha avuto complessivamente 57 presenze in quattro spettacoli per 565.000 lire totali. Se ne ritorna quindi a dormire mentre la segreteria prosegue l'elenco degli incassi delle altre sale cinematografiche della capitale, dove film come Il re leone e Il mostro sono proiettati con ben altri risultati.

## Distribuzione
Il cortometraggio è stato distribuito nelle sale cinematografiche italiane da Mikado Film in abbinamento al film Il palloncino bianco di Jafar Panahi. È stato in seguito presentato fuori concorso al Festival di Cannes 1996.
È stato trasmesso per la prima volta in televisione il 1º ottobre 1996, su Rai 3, insieme al film E la vita continua di Abbas Kiarostami.
È stato distribuito in DVD come extra del film La stanza del figlio di Moretti distribuito da Warner Home Video.